# Coulter Motte
Coulter Motte is een motte uit de middeleeuwen, gelegen in Wolfclyde, 2,4 kilometer ten zuidwesten van Biggar in de Schotse regio South Lanarkshire.

## Beschrijving
Op Coulter Motte stond in de twaalfde eeuw een houten kasteel met palissade, gebouwd als verdedigingswerk en als statussymbool.
Coulter Motte is 22,8 meter breed aan de basis. Op de motte is er een ruimte van 13,7 bij 11,6 meter. De motte is ongeveer 3,4 meter hoog. De motte ligt zo'n 27 meter van de rechteroever van de River Clyde.
De greppel die ooit om de motte heen lag, is opgevuld behalve aan de zuidwestzijde waar sinds de twintigste eeuw een weg loopt.
De bouwer van Coulter Motte is onbekend. Waarschijnlijk was hij een van de schaapherders uit Vlaanderen die in Clydesdale land kregen van de Schotse koning rond 1155. Hun leider was ene Baldwin, die een motte bouwde bij Biggar.

## Beheer
Coulter Motte wordt beheerd door Historic Environment Scotland. De motte is vrij toegankelijk.